# Campeonato Mundial de Atletismo Sub-18 de 2017
O Campeonato Mundial de Atletismo Sub-18 de 2017 foi a 10ª edição do campeonato bienal organizado pela Federação Internacional de Atletismo (IAAF) em Nairóbi, no Quênia, entre 12 e 16 de julho de 2017, para atletas classificados como juvenis (nascidos entre 2000 e 2001). O O evento foi a primeira e última edição sob nova nomenclatura, contou com a presença de 801 atletas  de 131 nacionalidades com um total de 39 provas disputadas. O campeonato foi cancelado a partir de 2018.

## Medalhistas
A longo de cinco dias de competição, 801 atletas disputaram 117 medalhas distribuídas em 39 provas. 
Masculino
| Evento                        | Ouro                                  | Ouro         | Prata                                 | Prata    | Bronze                                  | Bronze    |
| 100 m                         | Tshenolo Lemao · África do Sul        | 10.57        | Retshidisitswe Mlenga · África do Sul | 10.61    | Tyreke Wilson · Jamaica                 | 10.65     |
| 200 m                         | Retshidisitswe Mlenga · África do Sul | 21.03        | Tshenolo Lemao · África do Sul        | 21.12    | Luis Brander · Alemanha                 | 21.23     |
| 400 m                         | Antonio Watson · Jamaica              | 46.59        | Daniel Williams · Guiana              | 46.72    | Colby Jennings Turcas e Caicos          | 46.77 NjR |
| 800 m                         | Melese Nberet · Etiópia               | 1:47.12 WjL  | Tolesa Bodena · Etiópia               | 1:47.16  | Japhet Kibiwott Toroitich · Quênia      | 1:47.82   |
| 1500 m                        | George Meitamei Manangoi · Quênia     | 3:47.53      | Abebe Dessassa · Etiópia              | 3:48.65  | Belete Mekonen · Etiópia                | 3:50.64   |
| 3000 m                        | Selemon Barega · Etiópia              | 7:47.16      | Edward Zakayo · Quênia                | 7:49.17  | Stanley Mburu Waithaka · Quênia         | 7:50.64   |
| 110 m com barreiras           | De'Jour Russell · Jamaica             | 13.04        | Lu Hao-hua · Taipé Chinesa            | 13.41    | Thomas Wanaverbecq França               | 13.55     |
| 400 m com barreiras           | Zazini Sokwakhana · África do Sul     | 49.27        | Moitalel Mpoke Naadokila · Quênia     | 52.06    | Baptiste Christophe França              | 52.21     |
| 2000 m com obstáculo          | Leonard Kipkemoi Bett · Quênia        | 5:32.52      | Cleophas Kandie Meyan · Quênia        | 5:33.07  | Alemu Kitessa · Etiópia                 | 5:42.10   |
| Marcha atlética 10 km         | Zhang Yao · China                     | 41:12.01 WjL | Salavat Ilkaev Atletas independentes  | 41:24.17 | Dominic Samson Ndingiti · Quênia        | 41:25.78  |
| Salto com vara                | Matthias Orban França                 | 5.00         | Christos Tamanis · Chipre             | 4.85     | Illya Kravchenko · Ucrânia              | 4.70      |
| Salto em distância            | Maikel Vidal · Cuba                   | 7.88 WjL     | Lester Lescay · Cuba                  | 7.79     | Andreas Samuel Bucsa · Roménia          | 7.47      |
| Salto triplo                  | Jordan A. Díaz · Cuba                 | 17.30 WjR    | Frixon David Chila · Equador          | 15.92    | Arnovis de Jesús Dalmero · Colômbia     | 15.89     |
| Salto em altura               | Breyton Poole · África do Sul         | 2.24 WjL     | Chima Ihenetu · Alemanha              | 2.14     | Vladyslav Lavskyy · Ucrânia             | 2.11      |
| Arremesso de peso (6 kg)      | Timo Northoff · Alemanha              | 20.72 WjL    | Mikhail Samuseu · Bielorrússia        | 19.99    | Jonathan de Lacey Lacey · África do Sul | 19.93     |
| Lançamento de disco (1,75 kg) | Claudio Romero · Chile                | 64.33 WjL    | Oleksiy Kyrylin · Ucrânia             | 63.98    | Morne Brandon · África do Sul           | 58.34     |
| Lançamento de martelo (6 kg)  | Mykhaylo Kokhan · Ucrânia             | 82.31        | Damneet Singh · Índia                 | 74.20    | Raphael Winkelvoss · Alemanha           | 71.78     |
| Lançamento de dardo           | Liu Zhekai · China                    | 77.54        | Johannes Schlebusch · África do Sul   | 75.68    | Song Qingshu · China                    | 73.64     |
| Decatlo júnior                | Steven Fauvel Clinch França           | 7559 WjL     | Olegs Kozakovs · Letónia              | 7377     | Leo Neugebauer · Alemanha               | 7204      |

Feminino
| Evento                        | Ouro                               | Ouro        | Prata                            | Prata    | Bronze                                 | Bronze   |
| 100 m                         | Mizgin Ay · Turquia                | 11.62       | Magdalena Stefanowicz · Polónia  | 11.62    | Kevona Davis · Jamaica                 | 11.67    |
| 200 m                         | Talea Prepens · Alemanha           | 23.51       | Jael Bestué · Espanha            | 23.61    | Mizgin Ay · Turquia                    | 23.76    |
| 400 m                         | Barbora Malíková · Chéquia         | 52.74       | Mary Moraa · Quênia              | 53.31    | Giovana Rosália dos Santos · Brasil    | 53.57    |
| 800 m                         | Jackline Wambui · Quênia           | 2:01.46 WjL | Lydia Jeruto Lagat · Quênia      | 2:02.06  | Hirut Meshesha · Etiópia               | 2:06.32  |
| 1500 m                        | Lemlem Hailu · Etiópia             | 4:20.80     | Sindu Girma · Etiópia            | 4:22.14  | Edina Jebitok · Quênia                 | 4:23.16  |
| 3000 m                        | Abersh Minsewo · Etiópia           | 9:24.62     | Emmaculate Chepkirui · Quênia    | 9:24.69  | Yitayish Mekonene · Etiópia            | 9:28.46  |
| 110 m com barreiras           | Britany Anderson · Jamaica         | 12.72       | Cyrena Samba-Mayela França       | 12.80    | Daszay Freeman · Jamaica               | 13.09    |
| 400 m com barreiras           | Zeney van der Walt · África do Sul | 58.23       | Sanique Walker · Jamaica         | 58.27    | Gisele Wender · Alemanha               | 59.17    |
| 2000 m com obstáculo          | Caren Chebet · Quênia              | 6:24.80 WjL | Mercy Chepkurui · Quênia         | 6:26.10  | Etalemahu Sintayehu · Etiópia          | 6:35.79  |
| Marcha atlética 5 km          | Glenda Morejón · Equador           | 22:32.30    | Meryem Bekmez · Turquia          | 22:32.79 | Elvira Khasanova Atletas independentes | 22:35.72 |
| Salto com vara                | Niu Chunge · China                 | 4.20        | Leni Freyja Wildgrube · Alemanha | 4.15     | Anna Airault França                    | 4.10     |
| Salto em distância            | Luying Gong · China                | 6.37        | Lea-Sophie Klik · Alemanha       | 6.30     | Diane Mouillac França                  | 6.28     |
| Salto triplo                  | Tan Qiujiao · China                | 13.64 WjL   | Aleksandra Nacheva · Bulgária    | 13.54    | Zulia Hernández · Cuba                 | 13.29    |
| Salto em altura               | Yaroslava Mahuchikh · Ucrânia      | 1.92        | Martyna Lewandowska · Polónia    | 1.82     | Lavinja Jürgens · Alemanha             | 1.79     |
| Arremesso de peso (6 kg)      | Selina Dantzler · Alemanha         | 17.64       | Tianxiao Yu · China              | 17.62    | Yue Sun · China                        | 17.59    |
| Lançamento de disco (1,75 kg) | Silinda Morales · Cuba             | 52.89       | Leia Braunagel · Alemanha        | 51.29    | Quantong Liu · China                   | 50.10    |
| Lançamento de martelo (6 kg)  | Amanda Almendáriz · Cuba           | 71.12 WjL   | Yaritza Martínez · Cuba          | 69.75    | Katsiaryna Valadkevich · Bielorrússia  | 68.17    |
| Lançamento de dardo           | Marisleisys Duarthe · Cuba         | 62.92       | Qing Cai · China                 | 57.01    | Qianqian Dai · China                   | 54.96    |
| Heptatlo júnior               | Maria Vicente · Espanha            | 5612        | Johanna Seibler · Alemanha       | 5602     | Urtė Bačianskaitė · Lituânia           | 5467     |

Misto
| Evento              | Ouro | Ouro    | Prata                                                                                                  | Prata   | Bronze                                                                                         | Bronze  |
| Revezamento 4x400 m | Brasil · Bruno Benedito da Silva · Giovana Rosália dos Santos · Jéssica Moreira · Alison Brendom dos Santos | 3:21.71 | Jamaica · Shaquena Foote · Anthony Cox · Sanique Walker · Antonio Watson · Joanne Reid* · Tyrese Reid* | 3:22.23 | África do Sul · Gontse Morake · Retshidisitswe Mlenga · Zeney van der Walt · Sokwakhana Zazini | 3:24.45 |

## Quadro de medalhas
País sede destacado.
| Ordem | País                  | Ouro | Prata | Bronze |     |
| 1     | África do Sul         | 5    | 3     | 3      | 11  |
| 2     | China                 | 5    | 2     | 4      | 11  |
| 3     | Cuba                  | 5    | 2     | 1      | 8   |
| 4     | Quênia                | 4    | 7     | 4      | 15  |
| 5     | Etiópia               | 4    | 3     | 5      | 12  |
| 6     | Alemanha              | 3    | 5     | 5      | 13  |
| 7     | Jamaica               | 3    | 2     | 3      | 8   |
| 8     | França                | 2    | 1     | 4      | 7   |
| 9     | Ucrânia               | 2    | 1     | 2      | 5   |
| 10    | Turquia               | 1    | 1     | 1      | 3   |
| 11    | Equador               | 1    | 1     | 0      | 2   |
| 11    | Espanha               | 1    | 1     | 0      | 2   |
| 13    | Brasil                | 1    | 0     | 1      | 2   |
| 14    | Chile                 | 1    | 0     | 0      | 1   |
| 14    | Chéquia               | 1    | 0     | 0      | 1   |
| 16    | Polónia               | 0    | 2     | 0      | 2   |
| 17    | Bielorrússia          | 0    | 1     | 1      | 2   |
| 17    | Atletas independentes | 0    | 1     | 1      | 2   |
| 19    | Bulgária              | 0    | 1     | 0      | 1   |
| 19    | Taipé Chinesa         | 0    | 1     | 0      | 1   |
| 19    | Guiana                | 0    | 1     | 0      | 1   |
| 19    | Índia                 | 0    | 1     | 0      | 1   |
| 19    | Letónia               | 0    | 1     | 0      | 1   |
| 19    | Chipre                | 0    | 1     | 0      | 1   |
| 25    | Colômbia              | 0    | 0     | 1      | 1   |
| 25    | Lituânia              | 0    | 0     | 1      | 1   |
| 25    | Roménia               | 0    | 0     | 1      | 1   |
| 25    | Turcas e Caicos       | 0    | 0     | 1      | 1   |
|       | Total                 | 39   | 39    | 39     | 117 |

Legenda
| Recorde mundial       | Recorde mundial (World record)               |                       | Recorde africano                      | Recorde africano (African) |                                           | Q | Classificado por posição (Qualified) |
| Recorde do campeonato | Recorde do campeonato (Championship record)  | Recorde da América    | Recorde da América (Americas)         | q                          | Classificado por melhor tempo (Qualified) |   |                                      |
| Melhor marca do ano   | Melhor marca do ano (World leading)          | Recorde asiático      | Recorde asiático (Asian)              | DNS                        | Não largou (Did not start)                |   |                                      |
| Recorde nacional      | Recorde nacional (National record)           | Recorde europeu       | Recorde europeu (European)            | DNF                        | Não terminou (Did not finish)             |   |                                      |
| Recorde pessoal       | Recorde pessoal do atleta (Personal best)    | Recorde da Oceania    | Recorde da Oceania (Oceania)          | DSQ / DQ                   | Desclassificado (Disqualified)            |   |                                      |
| Recorde da temporada  | Recorde da temporada do atleta (Season best) | Recorde sul-americano | Recorde sul-americano (South America) | NM                         | Sem marca (No mark)                       |   |                                      |